# الأمونياكوم

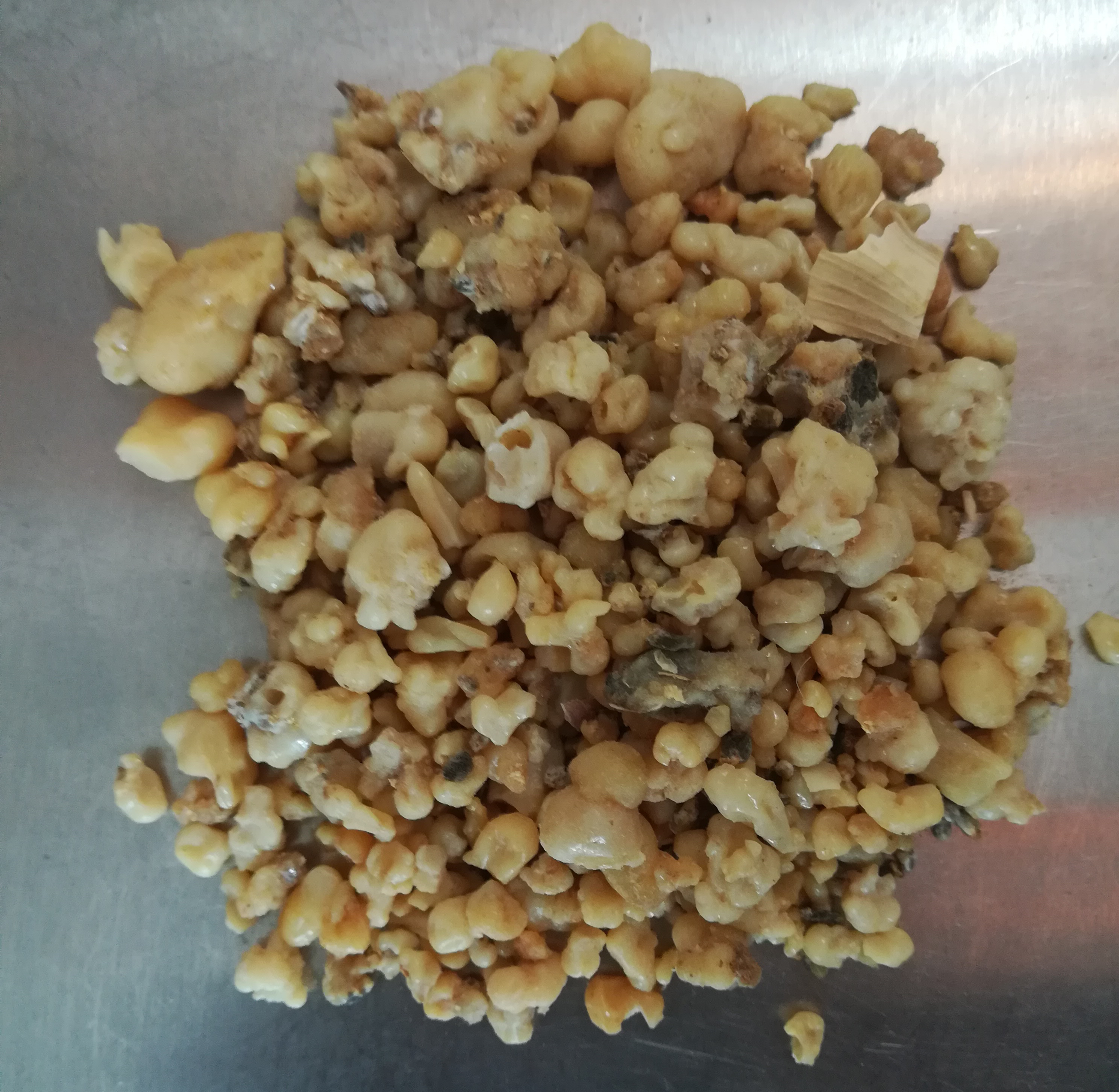
صمغ الأمونياك.

الأمونياك (Ammoniacum) أو صمغ الأمونياك (Gum ammoniac) أو صمغ القناوشق هو صمغ راتينج يفرز من العديد من الأعشاب المعمرة في جنس الفيرولا من عائلة الخيمية. هناك ثلاثة أنواع من الصمغ الأمونياك: الصمغ الأمونياك من برقة في اليونان، والصمغ الأمونياك من بلاد فارس (النوع التجاري اليوم)، والصمغ الأمونياك من المغرب.

## أمونياك برقة
تم توثيق الأمونيا لأول مرة في القرن الأول من قبل ديسقوريدوس في كتابه المقالات الخمس. وقد حصل على اسمه من معبد جوبيتر آمون في ليبيا القديمة (الموجود في واحة سيوة في مصر اليوم) والذي تم إنتاجه بالقرب منه. يُطلق عليه اسم صمغ الأمونياك في برقة للتفريق بينه وبين الصمغ التجاري المستخدم اليوم، وقد تم تحديد نباته الأصلي على أنه كلخ مرمري الأصلي في ليبيا ومصر. انخفض تصدير صمغ الأمونياك من برقة إلى أوروبا بعد هيمنة العرب والأتراك على الشرق الأوسط لكن من المحتمل أن يستمر على الأقل حتى القرن الثامن عشر، حيث لا يزال كارولوس لينيوس يستشهد بليبيا ومصر كمكانين أصليين للأمونياك في كتابه مواد طبية.

## الأمونياك الفارسي
حل صمغ الأمونياك الفارسي تدريجيًا محل صمغ برقة باعتباره الأمونياك التجاري الذي يتم تصديره إلى أوروبا. ربما تم ذكره لأول مرة في الأدب الأوروبي في عام 1716 بواسطة مايكل برنهارد فالنتيني [الإنجليزية] . نبات المصدر هو فيرولا أمونياكوم (المرادف: دوريما الأمونياكوم) وهو نبات أصلي في إيران وتركمانستان وأفغانستان وباكستان.
ينمو النبات إلى ارتفاع 2½ أو 3 أمتار (8 أو 9 أقدام) ويمتلئ جذعه بالكامل بعصير حليبي يتسرب عند أي شق يتم إجراؤه في أي جزء. يتصلب هذا العصير بسرعة ليتحول إلى دموع مستديرة، ليشكل (أمونيا الدموع-Tear ammoniacum) التجارية. اما (الأمونيا الكتلية-Lump ammoniacum) هو الشكل الآخر للمادة، يتكون من تجمعات من الدموع والتي غالبًا ما تحتوي على أجزاء من النبات نفسه، بالإضافة إلى أجسام غريبة أخرى.
يتميز الأمونياك برائحة كريهة ونتنة قليلاً، والتي تصبح أكثر وضوحًا عند التسخين. خارجيًا يمتلك مظهرًا أصفر محمرًا، وعندما يتم كسر الدموع أو الكتل حديثًا فإنها تظهر لمعانًا شمعيًا. يتم جمعه بشكل رئيسي في وسط بلاد فارس، ويصل إلى السوق الأوروبية عن طريق بومباي في الهند.
يرتبط الأمونياك ارتباطًا وثيقًا بالصمغ العربي والغالبانوم (الحلبينة) (الذي يختلف عنهما في عدم إنتاجه لأومبيليفيرون [الإنجليزية]) سواء فيما يتعلق بالنبات الذي ينتجه أو بتأثيراته المفترضة.
حظي صمغ الأمونيا المغربي بالاهتمام لأول مرة في أوروبا في عام 1809 عندما وصف جيمس جراي جاكسون نباتًا ينتج صمغ الأمونيا من بربرالساحل البربري. وقد تم التعرف على نبات المصدر على أنه كلخ كبير فرعي. اما قصيرة الأوراق (Brevifolia native) موطنها المغرب والجزائر وجزر الكناري. على الرغم من استخدامه من قبل السكان المحليين كدواء عشبي منذ مئات السنين، إلا أنه ربما لم يكن له أهمية تجارية في أوروبا.